# 庄野誠一
庄野 誠一（しょうの せいいち、1908年5月9日（戸籍上は5月28日） - 1992年1月25日）は、日本の作家・編集者。

## 人物・来歴
東京・芝生まれ。慶應義塾大学文学部仏文科中退。水上瀧太郎に師事し1929年より『三田文学』等に創作を発表。その後、病気療養の期間があり、1941-1942年『文學界』編集長、戦時中養徳社東京支社長。1952年「この世のある限り」で芥川賞候補。その後三田文学会理事。長男は文藝春秋の編集者・庄野音比古。松本清張『砂の器』は庄野の代作ではないかと甥の水野忠興は書いている。。

## 著書
- 『肥った紳士 短篇集』砂子屋書房 1938
- 『青年への窓』天理教道友社 1956

### 編著
- 『世界の文学』第1-3 光文社(カッパ・ブックス) 1957

### 翻訳
- 『愛の千一夜』三笠書房 1960
- デュマ・フィス『椿姫』岩崎書店 (ジュニア版世界の文学) 1967
- 『あらびあんないと抄 愛の千夜一夜物語』三笠書房 1972

## 参考
- 芥川賞のすべて
- 『文學界』